# Chaat masala

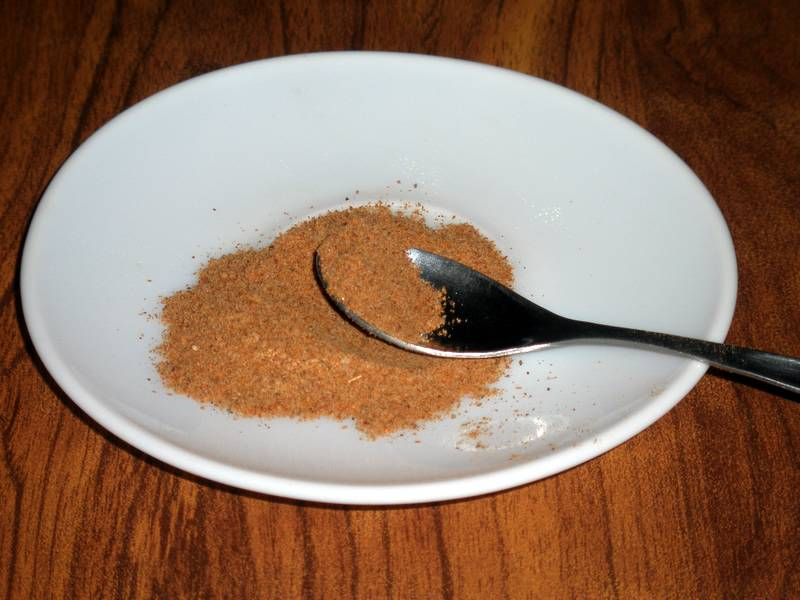
Chaat masala en un plato.

Chaat masala (Hindi : चाट मसाला; también pronunciado como chat masala) es una masala, o mezcla de especias empleada frecuentemente en la cocina India. Por regla general lleva amchoor (polvo seco de mango), comino, sal negra, cilantro, jengibre en polvo, sal, pimienta negra, asafoetida y capsicum. Los ingredientes son combinados y mezclados en un pequeño plato de metal, o en una hoja de banana, para ser luego secados en un cuenco y transportados en un carro de mercado (chaat). Esta preparación es muy habitual en el Sur de la India.

## Propiedades
El chaat masala posee un olor pungente y sabe ligeramente entre dulce y ácido. Se emplea frecuentemente como saborizante natural de gran parte de las comidas rápidas de la India, como pueden ser los bhelpuri, el golgappa, el aloo chaat y el dahi puri. Se puede decir que es un tipo de sabor adquirido que se añade a todos los alimentos que se ingeren a diario.

## Mezcla preparada
En la actualidad se comercializan versiones procesadas de chaat masala que están disponibles a lo largo de todo el mundo, en especial en las tiendas de la India y Pakistán. Compañías como 'Shan, 'MDH', 'Everest' o 'Mangal' tienen distribuciones y exportaciones de productos bajo esta denominación a lo largo de todo el mundo.